# 熟女鎮
《熟女鎮》（英語：Cougar Town）是從2009年開始在美國ABC播出的喜劇電視劇。主演是在《六人行》中出演莫妮卡的柯特妮·考克斯。2010年9月開始，播出第二季。2012年2月14日開始，播出第三季。在播出3季後，遭到ABC取消，第4季起轉由TBS首播。

## 外部連結
- 官方网站（ABC）
- 官方网站（TBS）
- 互联网电影数据库（IMDb）上《Cougar Town》的资料（英文）
- . TVGuide.   [2012-03-28]. （原始内容存档于2016-01-27）.